# Otto von Feldmann
Otto von Feldmann (6. srpna 1873 Berlín – 20. května 1945 Hannover) byl německý důstojník a politik. Působil ve vysokých funkcích v německé vojenské misi v Osmanské říši, kde byl znám jako Feldmann Paša.
Byl synem pruského generála. Navštěvoval střední školu v Bydhošti, kadetskou přípravku v Postupimi a kadetní školu u Berlína. V roce 1892 se stal poručíkem.
V roce 1907 nastoupil na generální štáb německé císařské armády. Během 1. světové války působil v německé vojenské misi v Osmanské říši ve funkcích zástupce velitele generálního štábu, velitele štábu 1. armády a dalších vysokých velitelských funkcích. Po skončení války se vrátil do Německa a v letech 1920–1933 působil v politice jako zemský předseda DNVP.